# Classe Admiral (croiseur)
Pour les autres classes de navires du même nom, voir Classe Admiral.
La classe Admiral est une classe de quatre croiseurs de bataille construits pour la Royal Navy à la fin la Première Guerre mondiale. 
En mars 1917, la construction de trois de ces quatre nouveaux croiseurs de bataille furent suspendus spécifiquement pour libérer de la capacité pour la construction navale marchande. 
À la suite de l'arrêt des hostilités, seul le HMS Hood est terminé : il est coulé par le Bismarck en 1941 au cours de la Seconde Guerre mondiale.

## Unités de la classe
Les quatre navires de la classe Admiral, comme son nom l'indique (admiral signifiant « amiral » en français), portent le nom de quatre amiraux célèbres de la Royal Navy :
| Nom        | D'après               | Chantier                                       | Quille             | Lancement    | Mise en service | Destin                                                    |
| ---------- | --------------------- | ---------------------------------------------- | ------------------ | ------------ | --------------- | --------------------------------------------------------- |
| HMS Hood   | Samuel Hood           | John Brown & Company                           | 1er septembre 1916 | 22 août 1918 | mai 1920        | Coulé le 24 mai 1941 à la bataille du détroit du Danemark |
| HMS Rodney | George Brydges Rodney | Fairfield Shipbuilding and Engineering Company | 9 octobre 1916     | -            | -               | Construction annulée en 1918                              |
| HMS Howe   | Richard Howe          | Cammell Laird                                  | 16 octobre 1916    | -            | -               | Construction annulée en 1918                              |
| HMS Anson  | George Anson          | Armstrong Whitworth                            | 9 novembre 1917    | -            | -               | Construction annulée en 1918                              |